# اسلام و خشونت خانگی
رابطهٔ بین اسلام و خشونت خانگی محل مناقشه و مباحثه است. حتی در میان مسلمانان، استفاده و تفسیر احکام اسلام، و همچنین عرف اخلاقی و قوانین دینی اسلام، از اجماع (در فقه اسلامی) برخوردار می‌باشد. قران سورهٔ نساء آیه ۳۴
مرحله به مرحله شدت مجازات رو افزایش می‌دهد.
بدین صورت: اول بحث و گفت‌وگو، دوم دوری جستن و ترک همسران، سوم که شدت مجازات بیشتر می‌شود تنبیه (به معنی تنبیه بدنی) زیرا تنبیه لفظی در مرحله دوم انجام شده و کارساز نبوده.
البته این حکم در زمانی است که زن ناشزه باشد. همچنین کتک زدن نباید موجب سرخی شود که در این صورت دیه بر گردن مرد است.  

## تعریف
بر طبق تعریف دیکشنری انگلیسی مریم-وبستر (به انگلیسی: Merriam-Webster) از خشونت خانگی (به انگلیسی: Domestic violence):
the inflicting of physical injury by one family or household member on another; also: a repeated or habitual pattern of such behavior.
(به معنی: وارد آوردن آزار/آسیب/توهین/ستم فیزیکی توسط یکی از اعضای خانواده یا اهل خانه به عضو دیگر؛ همچنین: روالی تکرارشده یا عادتی/خویی/ریشه‌دار از چنین رفتاری.)
همچنین راجیسکا کوماراسوامی (به انگلیسی: Radhiska Coomaraswamy) خشونت خانگی را به عنوان «خشونتی که در حوزه شخصی رخ می‌دهد، عموماً بین افرادی که به واسطه دوستی نزدیک، خون یا قانون با هم خویشاوند شده‌اند… تقریباً همیشه جرمی مختص به جنسیت [است]، که توسط مرد بر ضد زن مورد ارتکاب قرار می‌گیرد.»
کوفی عنان، دبیرکل سابق سازمان ملل، در گزارشی مربوط به سال ۲۰۰۶ میلادی که در وب سایت یونیفم (به انگلیسی: UNIFEM؛ مخفف United Nations Development Fund for Women؛) پست شده بود اعلام کرد که:
خشونت علیه زنان و دختران مسئله‌ای با ابعاد جهانگیر است. حداقل یکی از هر سه زن در سراسر جهان، در طول حیاتش توسط پرخاشگر که معمولاً کسی شناخته شده برای اوست، زده شده، به زور وادار به سکس شده، یا به نحوی دیگر مورد بدرفتاری قرار گرفته.

## متون اسلامی
خشونت خانگی میان جامعه مسلمان، به‌دلیل وجود چاره‌های قانونی متفاوت برای زنان در مللی که زندگی می‌کنند، میزانی که از پشتیبانی یا موقعیت‌های طلاق از همسرشان برخوردارند، ننگ‌های فرهنگی برای پنهان کردن شواهد بدرفتاری، و ناتوانی برای رساندن سوء رفتار به تشخیص پلیس یا سیستم قضایی در بعضی ملل مسلمان، به عنوان مسئله حقوق بشری پیچیده‌ای شناخته می‌شود.

### در قرآن

#### زدن زن
طبق اکثر تفاسیر سنتی، زدن همسر ناشزه پس از کارساز نشدن پند و اندرز و در مرحله بعد دوری گزیدن از خوابگاه آنان، نص صریح یکی از آیه‌های قرآن آیه ۳۴ سورهٔ نساء است. عده‌ای معتقد به نسخ شدن ظاهر آیه هستند؛ که در جهت حذف مرحله‌ای آداب و رسوم جاهلی بوده‌است. در تفسیر سنتی، شروطی مانند استفاده از شاخه گندم یا مسواک ذکر شده‌است. در هر حال، کتک زدن زن یا مرد حتی اگر صرفاً منجر به سرخی شود، در اسلام دیه دارد.
ولی نکته مهمی وجود دارد که ریشه ضرب در زبان عربی دارای معانی متعددی است. معنای اول ضرب در کهن‌ترین لغت نامه موجود عرب (یعنی کتاب العین، متعلق به خلیل بن احمد فراهیدی) این است: «الضرب یقع علی جمیع الاعمال» یعنی "عنوان ضرب بر هر کاری واقع می‌شود (هر کاری را می‌توان ضرب نامید)".
پژوهشگران متعددی در سالهای اخیر، با تکیه بر روش پژوهش‌های تفسیری و لغوی، مجموعه ای از معانی غیر از "تنبیه بدنی" را برای ضرب در این آیه پیشنهاد کرده‌اند و تنبیه بدنی را از دلالتهای معنایی این آیه ندانسته‌اند. معانی پیشنهادی ایشان از این قرار است:
۱- واکنش عملی ملایم (مانند قهر کردن)
۲- جدایی، اعراض و فاصله گرفتن ۳- سفر رفتن و ترک منزل ۴- سخت‌گیری در نفقه زن ناشزه ۵- توجه و محبت بیشتر، به شوق درآوردن، روی آوردن، معاشقه
گروهی خاصیت این آیه را محدود کردن قدرت شوهر و اقدام تنبیهی علیه زن، در آن برههٔ تاریخی دانستند. لاله بختیار زبان‌شناس، در مقابل ترجمه‌های سنتی، ضرب را در این آیه به معنای «فاصله گرفتن» درنظر گرفته‌است. همچنین گروه‌های فمینیسم اسلامی، تفسیرهای تاریخی از این آیه را مرتبط با فرهنگ پدرسالار در ساختار تاریخی خانواده در قرون گذشته دانسته‌اند نه امری الهی؛ که باید در کنار آیات دیگر قرآن تفسیر شود.
بسیاری از پژوهشگران معتقدند، در شرایطی که شوهر به نا فرمانی و عدم انجام وظایف همسرش مشکوک شود، قوانین شریعت خشونت خانگی علیه زنان را ترویج می‌دهند. پژوهشگران دیگر ادعا دارند که کتک زدن زن‌ها با دیدگاه‌های جدید از قرآن ناسازگاری دارد؛ ولی نص صریح یکی از آیه‌های قرآن که خشونت خانگی را مجاز می‌داند، آیه ۳۴ سورهٔ نساء است (اضربوهنّ: همسرانتان را بزنید). بسیاری از کشورهایی که با قوانین اسلام اداره می‌شوند با اشاره به همین آیه، خشونت خانگی را مورد پیگرد قرار نمی‌دهند. نادیده گرفتن حقوق زن در موارد مربوط به خشونت خانگی باعث انتقادهای بسیاری از اسلام شده‌است. جنبش مساوات، کنوانسیون رفع هرگونه تبعیض علیه زنان، کافا (KAFA) و گروه‌های دیگر روش‌هایی را برای ویرایش احکام شریعت در کشورهای اسلامی ارائه داده‌اند تا از زنان در مقابل خشونت خانگی حمایت شود.
اما محققان و متخصصان دینی اسلام به این نکته اشاره دارند که در آیهٔ[قرآن نساء ۳۴]، پس از ارائه دو راهکار به کل غیر خشونت‌آمیز (نخست پند و نصیحت دادن و سپس ممانعت از همبستری) و تنها در صورت قبول نکردن و نپذیرفتن حقوق مرد توسط زن این توصیه را کرده‌است؛ اما، اگر فردی همسر خود را مورد ضرب و شتم قرار دهد، نه تنها از احکام اسلامی تبعیت نکرده‌است، بلکه می‌تواند تحت پیگرد قضایی نیز قرار بگیرد. در حقیقت ترجمه‌های دیگری از قبیل: «از پیششان رفتن»، «آرام زدن» و «جدا شدن» برای کلمه «وَ اضْرِبُوهُنَّ» که در دیدگاه سنتی به «زدن» ترجمه شده‌است نیز به کار برده می‌شود که همهٔ آنها خشونت انگیز محسوب نمی‌شوند.

با ظهور اسلام، زنده به گور کردن دختران که از آداب عرب بود، کنار گذاشته شد، و برای زنان حقوقی مثل مهریه و حق ارث گذاشته شد. همچنین به آنها حق رای و بیعت داده شد؛ با این حال در قرآن آیه ای وجود دارد دستمایه انتقاد قرار گرفته‌است (ترجمه آیه ۳۴ سوره نساء):
مردان، سرپرست زنانند، به‌دلیل آنکه خدا برخی از ایشان را بر برخی برتری داده و [نیز] به‌دلیل آنکه از اموالشان خرج می‌کنند. پس، زنانِ درستکار، فرمانبردارند [و] به پاس آنچه خدا [برای آنان] حفظ کرده، اسرار [شوهرانِ خود] را حفظ می‌کنند؛ و زنانی را که از نافرمانی آنان بیم دارید [نخست] پندشان دهید و [بعد] در خوابگاه‌ها از ایشان دوری کنید و [اگر تأثیر نکرد] آنان را بزنید پس اگر شما را اطاعت کردند [دیگر] بر آن‌ها هیچ راهی [برای سرزنش] مجویید، که خدا والای بزرگ است. (قرآن ۴:۳۴، ترجمه محمدمهدی فولادوند)
در ترجمه کلمه «اضربوهن» که در متن اصلی به‌کار رفته‌است، اختلاف نظر وجود دارد. این کلمه به‌صورت «از پیششان رفتن»، «فاصله گرفتن»، «زدن»، «آرام زدن» و «جدا شدن» ترجمه شده‌است. اما ترجمه غالب نزد مترجمان فارسی بر زدن صحه می‌گذارد.
تفسیر محافظه کارانه (سنتی قدیمی) از آیه ۳۴ سورهٔ نساء در قرآن در باب روابط زناشویی به این نتیجه می‌رسد که کتک زدن زن جایز است. بقیهٔ تفاسیر آیه ادعا می‌کنند که آیه زدن یک زن را تأیید نمی‌کند، بلکه از جدا شدن از او پشتیبانی می‌کند. تفاوت‌ها در تفاسیر به خاطر وجود مکاتب مختلف فقه اسلامی، گذشته‌ها و سیاست‌های مختلف موسسات دینی، تغییر مذهب‌ها، اصلاحات و تحصیلات می‌باشد.
با این حال مفسرینی که اعتقاد به زدن دارند، بعد از نتیجه نگرفتن از مراحل پیشین (پند و نصیحت کردن، قهر کردن و همبستر نشدن با زن) این مجوز را صادر کرده‌اند. به‌علاوه به شرطی که موجب لطمه بدنی نشود چون حتی برای کبودی بدن در فقه اسلامی دیه یا حتی قصاص در نظر گرفته شده‌است.
به گفتهٔ فریحه ایثار، فعال حقوق زنان در افغانستان، این آیه قوی‌ترین دستاویز شرعی برای بازگرداندن کنترل و تسلط مرد بر زن، و تثبیت نابرابری‌های جنسیتی در تاریخ اسلام بوده‌است. جوادی آملی، قوام بودن مرد را مسوولیت و مدیریت اجرایی تعریف می‌کند و عمومیت داشتن آیه را رد می‌کند و می‌نویسد: «باید توجه داشت آن‌جا که، زن در مقابل مرد و مرد در مقابل زن، به عنوان دو صنف مطرح است هرگز مرد قوام و قیم زن نیست و زن هم در تحت قیمومیت مرد نیست. بلکه، قیمومیت مربوط به موردی است که، زن در مقابل شوهر و شوهر در مقابل زن باشد.»

### در حدیث
پیامبر اسلام در حدیثی، به مردی که بر صورت همسر خود سیلی زند وعدهٔ «هفتاد مرتبه سیلی خوردن در جهنم» را می‌دهد.
عمر بن الخطاب نقل کرده‌است: پیامبر (صلوات بر او) گفت: از یک مرد پرسیده نخواهد شد که چرا زنش را زده‌است.
— سنن ابوداود، 11:2142، همچنین سنن ابوداود، 11:2141 را هم ببینید.
بنا به گفته محمد ناصرالدین آلبانی (۱۹۱۴ الی ۱۹۹۹ میلادی) حدیث بالا ضعیف است.

### مقالات مرتبط با اسلام
- نقد اسلام
- نقد قرآن
- نقد محمد
- اسلام و تفکیک جنسیتی
- زن در اسلام
- فمینیسم اسلامی
- خضوع (فیلم)، فیلمی از تئو ون گوک و آیان حرصی علی دربارهٔ اسلام و خشونت خانگی
- زنان و اسلام

### دیگر موضوعات
- خشونت علیه زنان
- حقوق زنان